# Sort Ekstase
|  | Denne artikel er oprettet af botten PalnaBot ud fra en ekstern database. Den kan derfor have sproglige fejl eller mangler. Denne skabelon kan fjernes efter kontrol af indholdet. |

Sort Ekstase er en dokumentarfilm fra 1955 instrueret af Jørgen Bitsch.